# Breakfast in Berlin
Breakfast in Berlin è un singolo del gruppo musicale statunitense Julien-K, pubblicato il 30 dicembre 2011 come primo estratto dal secondo album in studio We're Here with You.

## Video musicale
Il videoclip, diretto da Katya Tsyganova, mostra il gruppo eseguire il brano mentre attorno ad essi scorrono immagini di una Berlino notturna trafficata.

## Tracce
1. Breakfast in Berlin – 4:15

## Formazione
Gruppo
- Ryan Shuck – voce, chitarra, sintetizzatore
- Amir Derakh – chitarra, programmazione, sintetizzatore
- Anthony "Fu" Valcic – programmazione, sintetizzatore
- Frank Zummo – batteria

Altri musicisti
- Shahrooz Raoofi – basso, programmazione aggiuntiva